# 克里維奇 (里夫內區)
50°38′7″N 26°4′19″E / 50.63528°N 26.07194°E
克里維奇（烏克蘭語：Кривичі），是烏克蘭西北部里夫内州里夫内区佳季科維奇市鎮的村落。始建於1545年，面積0.02平方公里，海拔高度187米，2001年人口107，人口密度每平方公里5,095.2人。